# Aeminium ludgeri
Aeminium ludgeri — вид аскомікотових грибів, єдиний у родині Aeminiaceae. Описаний у 2019 році.

## Назва
Родова назва Aeminium походить від давньоримської назви міста Коїмбра (типове місцезнаходження виду). Видова назва A. ludgeri вшановує португальського міколога Луджеру Авелара.

## Поширення
Вид відомий лише з типового місцезнаходження — місто Коїмбра, Португалія.

## Історія відкриття
У 2019 році науковці з університету Коїмбри вивчали зразки, взяті з вапнякових стін капели Санта-Марія в Старому Коїмбрському соборі, на предмет чорних дріжджоподібних грибів, які їх колонізували. Ці гриби не тільки повільно руйнують самі стіни своїми гіфами, але і виробляють полісахариди, що прискорюють корозію. При цьому вони здатні виживати в найнесприятливіших умовах, тому становлять особливу загрозу для пам'яток архітектури і мистецтва. Вчені з'ясували, що грибок, зібраний зі стін собору, відноситься до нового виду, який назвали Aeminium ludgeri, для нього також довелося створити новий рід і нову родину (Aeminiaceae). Вчені припускають, що грибок міг потрапити в собор з вапняком, здобутим в довколишніх районах Ансан і Портуньюш.